# 畑実
畑 実（はた みのる、1989年3月30日 - ）は、熊本県出身の元サッカー選手。ポジションはゴールキーパー。

## 来歴
身長192cmの長身ゴールキーパーで、中央大学時代はインカレ優勝に貢献した。
本来であれば2011年シーズンでのロアッソ熊本への新加入を予定していたが、諸般の事情により『修行』としてアイン食品サッカー部にて1年間プレーしていた（新加入会見時の池谷GMの発言）。そして2012年1月10日、改めて移籍でのロアッソ熊本加入が発表された。
2013年の天皇杯2回戦にてプロデビュー。PK戦では相手のPKをストップする等の活躍で3回戦進出の立役者となった。2014年にはJ2リーグ開幕戦でJリーグデビューを果たしている。長らく南雄太の控えだったが、横浜FCに移籍したためそのままポジションを掴んだ。
2015年は原裕太郎、シュミット・ダニエルらの加入によりポジションを失い、わずか3試合の出場にとどまった。2016年は佐藤昭大の加入で出番は1試合にとどまった。2017年は清川監督の解任に伴い出番をつかむと、失点が多かったチームの守備の安定に大きく貢献した。
2018年は失点が多いチーム状況で、シーズン途中に佐藤昭大からポジションを奪ったが最終的にポジションを失った。2019年は山本海人の加入でリーグ戦での出番はなく、12月11日にロアッソ熊本より契約満了が発表された。
2020シーズンより鹿児島ユナイテッドFCに加入。シーズン終了後、今シーズン限りでの引退を発表。

## 所属クラブ
- 益城町立益城中央小学校
- エスパーダFC
- 熊本県立熊本商業高等学校
- 中央大学
- 2011年  アイン食品
- 2012年 - 2019年  ロアッソ熊本
- 2020年  鹿児島ユナイテッドFC

## 個人成績
| 国内大会個人成績 | 国内大会個人成績 | 国内大会個人成績 | 国内大会個人成績 | 国内大会個人成績 | 国内大会個人成績 | 国内大会個人成績 | 国内大会個人成績 | 国内大会個人成績 | 国内大会個人成績 | 国内大会個人成績 | 国内大会個人成績 |
| 年度             | クラブ           | 背番号           | リーグ           | リーグ戦         | リーグ戦         | リーグ杯         | リーグ杯         | オープン杯       | オープン杯       | 期間通算         | 期間通算         |
| 年度             | クラブ           | 背番号           | リーグ           | 出場             | 得点             | 出場             | 得点             | 出場             | 得点             | 出場             | 得点             |
| 日本             | 日本             | 日本             | 日本             | リーグ戦         | リーグ戦         | リーグ杯         | リーグ杯         | 天皇杯           | 天皇杯           | 期間通算         | 期間通算         |
| ---------------- | ---------------- | ---------------- | ---------------- | ---------------- | ---------------- | ---------------- | ---------------- | ---------------- | ---------------- | ---------------- | ---------------- |
| 2011             | アイン           | 1                | 関西1部          | 14               | 0                | -                | -                | -                | -                | 14               | 0                |
| 2012             | 熊本             | 21               | J2               | 0                | 0                | -                | -                | 0                | 0                | 0                | 0                |
| 2013             | 熊本             | 1                | J2               | 0                | 0                | -                | -                | 2                | 0                | 2                | 0                |
| 2014             | 熊本             | 1                | J2               | 32               | 0                | -                | -                | 0                | 0                | 32               | 0                |
| 2015             | 熊本             | 1                | J2               | 3                | 0                | -                | -                | 1                | 0                | 4                | 0                |
| 2016             | 熊本             | 1                | J2               | 1                | 0                | -                | -                | 0                | 0                | 1                | 0                |
| 2017             | 熊本             | 1                | J2               | 22               | 0                | -                | -                | 1                | 0                | 23               | 0                |
| 2018             | 熊本             | 1                | J2               | 11               | 0                | -                | -                | 1                | 0                | 12               | 0                |
| 2019             | 熊本             | 1                | J3               | 0                | 0                | -                | -                | 1                | 0                | 0                | 0                |
| 2020             | 鹿児島           | 31               | J3               | 4                | 0                | -                | -                | -                | -                | 4                | 0                |
| 通算             | 日本             | 日本             | J2               | 69               | 0                | -                | -                | 5                | 0                | 74               | 0                |
| 通算             | 日本             | 日本             | J3               | 4                | 0                | -                | -                | 1                | 0                | 5                | 0                |
| 通算             | 日本             | 日本             | 関西1部          | 14               | 0                | -                | -                | -                | -                | 14               | 0                |
| 総通算           | 総通算           | 総通算           | 総通算           | 87               | 0                | -                | -                | 6                | 0                | 93               | 0                |

- 公式戦初出場 - 2013年9月8日 天皇杯2回戦 徳島ヴォルティス戦 （うまスタ）
- Jリーグ初出場 - 2014年3月2日 J2 第1節 アビスパ福岡戦 （うまスタ）

## タイトル
- 第57回全国大学選手権大会